# Salzert
Der Salzert ist eine Trabantensiedlung im Südosten Lörrachs mit insgesamt rund 2700 Einwohnern im Jahr 2018. Seine Größe und die vorhandene Infrastruktur verleihen dem 1963 gegründeten Wohnplatz den Charakter eines Stadtteils. Nach Erweiterungen des Gebietes und einer zusätzlichen Straßenanbindung in den 1970er und 1980er Jahren waren die 1990er Jahre durch eine grundlegende Sanierung vieler baufällig gewordener Wohngebäude geprägt. Die Besiedlungsstruktur des Salzerts ist eine Mischung aus mehrgeschossigen Sozialwohnungen im Südteil sowie Ein- und Mehrfamilienhäusern im Nordteil.
Das Zentrum des 31,5 Hektar großen Besiedlungsgebietes liegt auf 400 m ü. NHN (Ladenzentrum).

## Lage und Geographie

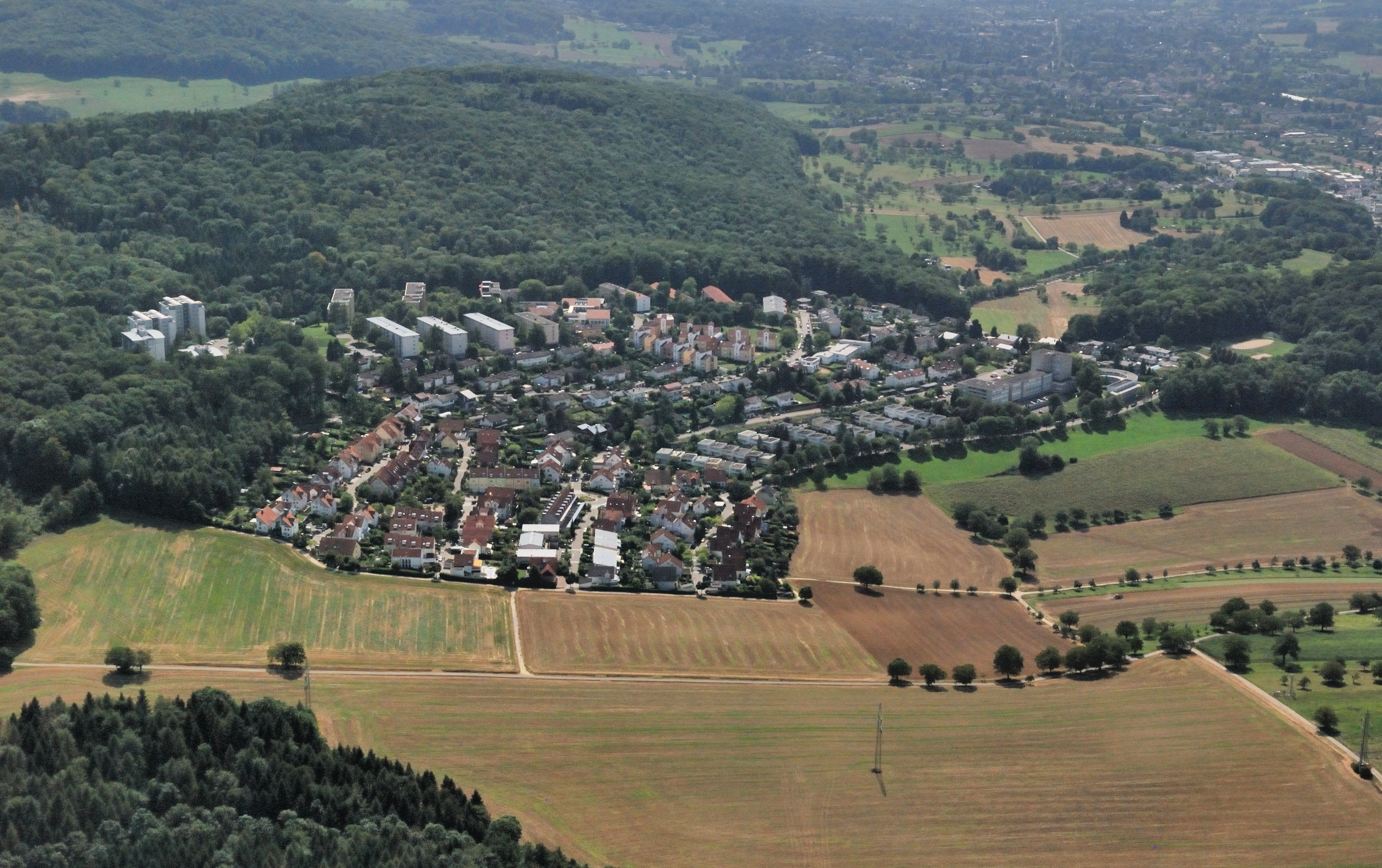
Luftbild von Norden: der Bergrücken hinter dem Salzert gehört zur Eisernen Hand

Auf dem Gebiet östlich vom Stadtteil Stetten und südlich der östlichen Kernstadt gelegen, einer ehemaligen Allmendwiese, ist die Siedlung von viel Wald und Natur umgeben. Sie liegt inselartig und damit etwas isoliert von der Stadt auf einer Hochfläche zwischen dem Gretherhof im Norden, dem 420 m hohen Schädelberg im Westen, dem Maienbühl im Südwesten sowie der südlich gelegenen Eisernen Hand, einem zur Schweiz gehörenden, aber nach Deutschland ragenden Gebietszipfel, der bis 480 m ü. NHN aufragt. Die Deutsch-Schweizer Landesgrenze, die südlich vom Salzert als Naturgrenze durch den Wald verläuft, liegt nur etwa 300 Meter vom Südteil des Besiedlungsgebiets entfernt. Der den Salzert umgebende Wald ist dem Naturpark Südschwarzwald zugeordnet.
Das rund 31,5 Hektar große besiedelte Gebiet des Salzerts hat eine nach Nordwesten ausgerichtete Hanglage und erstreckt sich in seiner Höhe von 380 m bis 450 m ü. NHN. Damit liegt der Wohnplatz etwas über 100 Meter über dem Talboden der durch Lörrach fließenden Wiese. Naturräumlich befindet sich der Salzert auf dem Höhenrücken des Dinkelbergs. Geologisch liegt der Wohnplatz auf einer etwa 200 Meter dicken Schicht aus Muschelkalk, darunter befindet sich eine Schicht aus Buntsandstein.

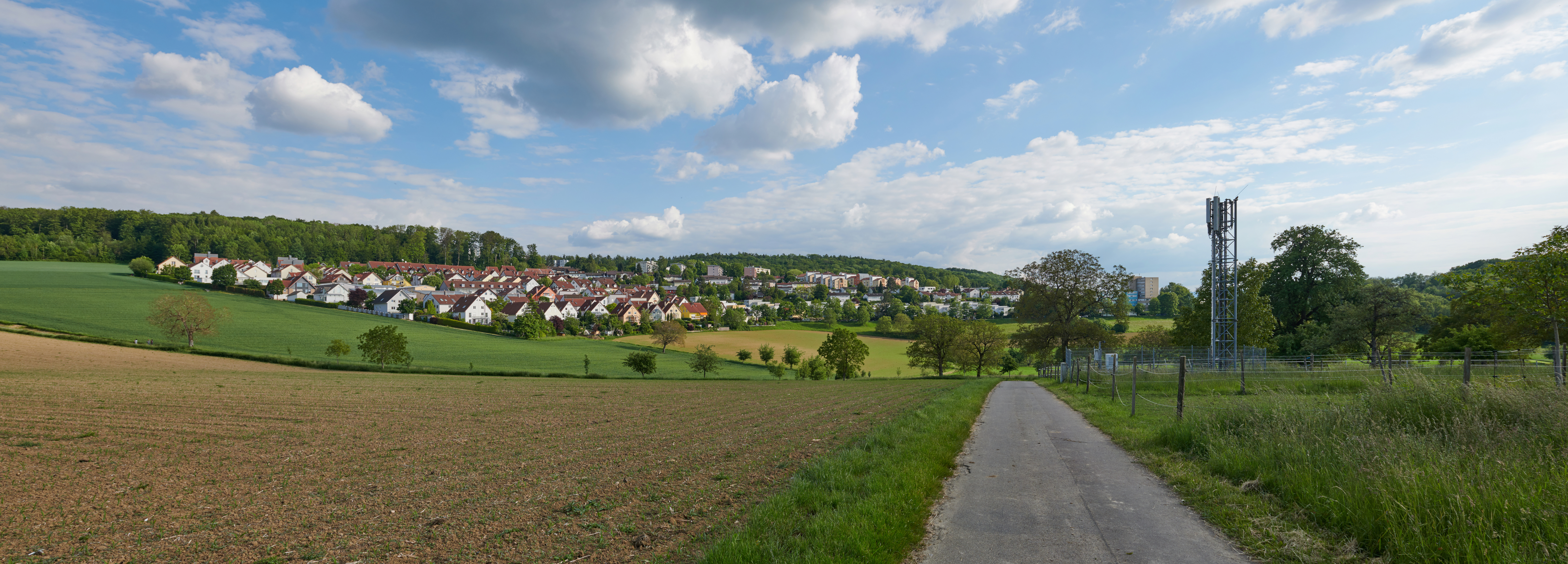
Panoramablick des Salzerts von Norden her (Unterer Wannenweg)

## Geschichte

### Name

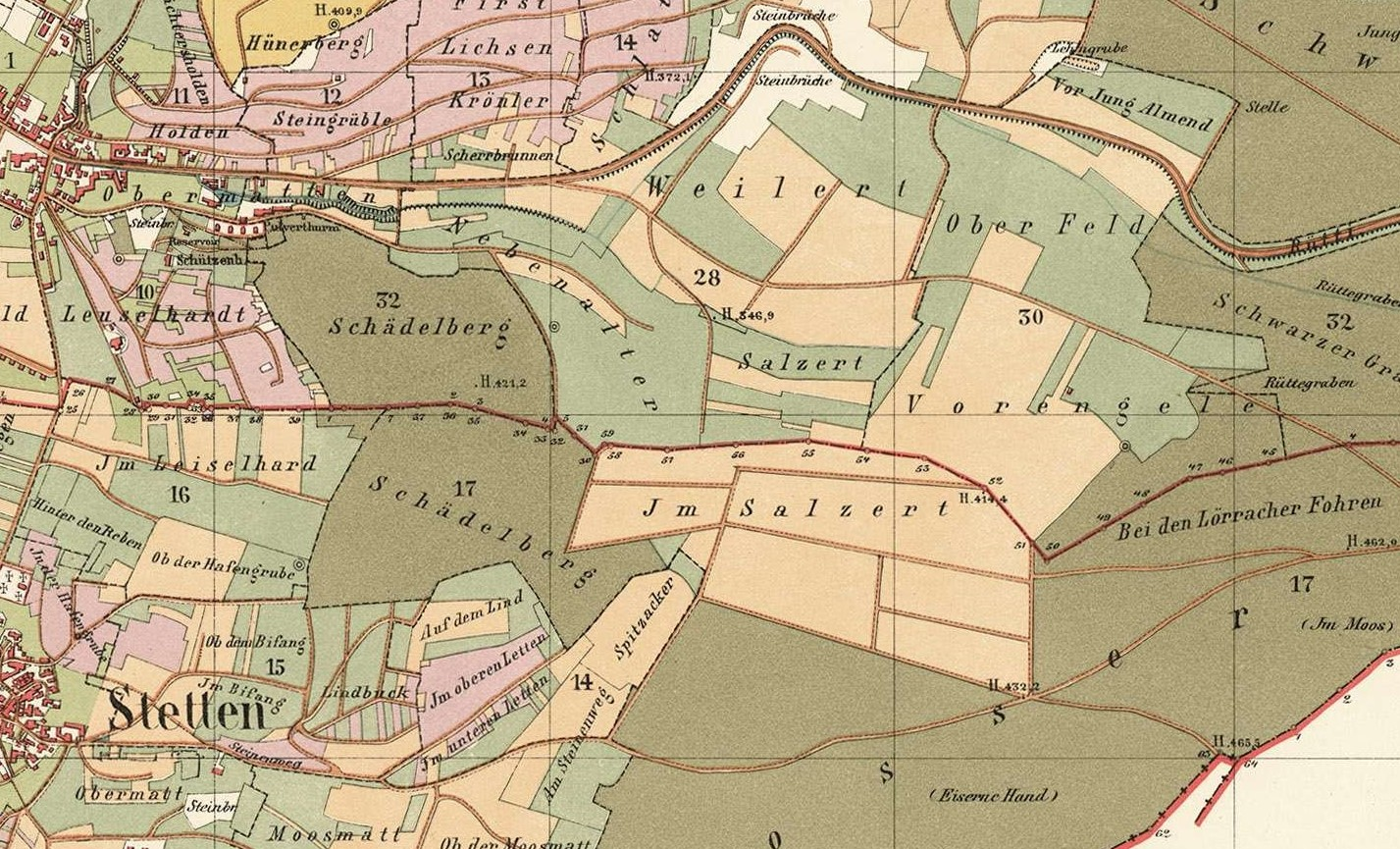
Bereits auf einer Karte von 1893 hieß das Gebiet „Salzert“ bzw. „Im Salzert“.

Die genaue Bedeutung der Gewannbezeichnung Salzert ist nicht überliefert. Allerdings bildeten der Salzert, der Leuselhardt (früher: Lüslert), Wilert, Vorengele und Rieder Wald den gemeinsamen Teil eines gemeinschaftlichen Triebwaldes. Die Endung hart, herd oder hardt gibt also einen Hinweis auf hirtengenossenschaftlich genutzte Hölzer. Die Gewannbezeichnung Vorengele wurde bereits 1660 von St. Albanberain als „vor Engelins Reutin“ genannt; es ist also die Reute – das urbar gemachte Land – eines gewissen Engel(hardt) und damit auch ein ehemaliger Waldboden.

### Planungsphase
Bereits im Jahr 1952 wurde das Wohnbauprojekt Salzert als Reaktion auf die große Wohnungsnot vom damaligen Bürgermeister Karl Arzet betrieben. Von Beginn an war von einer „Siedlung für kleine Leute“ die Rede. Durch den Ausschluss von Immobilienspekulation hoffte man, preiswerte und für weite Teile der Bevölkerung erschwingliche Grundstücke zu schaffen. Zunächst waren 800 Bauplätze zu je 300 Quadratmetern und einem Kaufpreis von 1500 DM geplant. Nach den ersten Berechnungen äußerte sich Arzet am 12. März 1953 zu dem Wohnprojekt wie folgt:

„Die stete, ungewöhnlich hohe Bevölkerungszunahme der hiesigen Grenz- und Kreisstadt Lörrach zwingt die Stadtverwaltung zur jährlich steigenden Umfrage Bauland zu erschließen, um dem wachsenden Bedarf an Bauland einigermaßen gerecht zu werden. Zu diesem Zweck muß nun das städtische Gelände im Gewann „Salzert“, früher Allmendfeld, als Bauland erschlossen werden. Nach den Berechnungen des Stadtbaumeister erfordert dies einen Kostenaufwand von 862.000 Mark.“

Im August 1953 kam es zu Baugrunduntersuchungen. Das Projekt war anfänglich in der Bevölkerung umstritten. Das führte zu langen Diskussionen im Stadtparlament, deshalb wurden erst im Januar 1957 Ausschreibungen durchgeführt. Neben 450 privaten Bewerbern im Februar 1957 meldete sich auch die Wohnbau Lörrach als Bauherr.
Bereits 1958 stellte man an der höchsten Stelle des zukünftigen Wohngebietes einen Wasserbehälter auf. Im selben Jahr wurde im November ein Ideenwettbewerb Waldsiedlung Salzert ausgeschrieben, zu dem 18 Entwurfsbeiträge eingereicht wurden. Der erste Preis errang der Ingenieur Wolfgang Liebert aus Schopfheim. Sein Plan sah vor, das Besiedlungsgebiet in zwei große Wohngebiete aufzuteilen, die im südlichen Teil von zwei Ringstraßen umfasst werden sollten. Im März 1959 wurde das Projekt im Hebel-Gymnasium der Öffentlichkeit vorgestellt. Einer der größten Stolpersteine war dabei die wegetechnische Erschließung. Zum Bau der Steinenstraße von Stetten aus musste man auf einer Länge von 500 Metern Kalksteinausläufer wegsprengen.
Im Februar 1960 wurde die Gesamtplanung zunächst vom Stadtrat mit zwölf Zustimmungen und drei Enthaltungen beschlossen. Im Juni desselben Jahres stimmte auch das Regierungspräsidium Freiburg zu. Das Projekt wurde durch den damaligen Oberbürgermeister Egon Hugenschmidt vorangetrieben. Als Vorleistung wurde 1962 der Steinenweg als damals noch einzige Zufahrtsstraße von Stetten ausgebaut. Die am 29. Oktober 1962 eingeweihte Straße hatte 1,2 Millionen DM gekostet und erforderte 16.000 Kubikmeter Kiessand. Im selben Jahr schloss man die Allmendnutzung ab.

### Bau und Eröffnung
Der Spatenstich erfolgte am 16. April 1963 – im selben Jahr begann etwas später die Erschließung des Bühl in Brombach. Die auf einem Berg gelegene Siedlung war durch den großen Gemeindewald Stettener Wald umgeben und zu diesem Zeitpunkt nur über den Steinenweg aus Richtung Stetten zu erreichen. In dieser ersten von drei Bauphasen entstanden 1200 neue Wohnungen. Der Spatenstich für die ersten drei Wohnblöcke mit insgesamt 78 Wohnungen der Städtischen Wohnbau erfolgte am 8. Juni mit den Häusern Röttelnblick 14–18. Bereits im Dezember 1964 konnte die erste Familie in den Salzert ziehen.
Die infrastrukturelle Erschließung der Siedlung geriet ins Stocken, als klar wurde, dass erst 1965 das erste Haustelefon freigeschaltet werden konnte. Grund dafür waren die Kosten von 200.000 Mark für das erforderliche Leitungsnetz, welche die Deutsche Post zunächst nicht tragen mochte. Der Abgeordnete Walter Faller thematisierte diesen Missstand im damaligen Bundestag in Bonn. Am 24. Juni 1964 wurde die erste Telefonzelle auf dem Salzert in Betrieb genommen. Zu Beginn der Debatte wurde behauptet, diese müsse der Bevölkerung zunächst genügen.
Als Mitte der 1960er Jahre die Bewerbung Lörrachs als Standort für die Pädagogische Hochschule aktuell war, erwog Oberbürgermeister Hugenschmidt, das Ackerland des Gretherhofs nördlich vom Salzert dafür zu nutzen. Letztlich wurde dieser Vorschlag allerdings verworfen und die Pädagogische Hochschule Lörrach wurde zentrumsnäher in Lörrach errichtet.
Am 26. November 1966 wurden ein Kindergarten und Gemeinderäume im Luise-Scheppler-Haus eröffnet. Ein Jahr später begann die Planung des Ladenzentrums. Der Bau eines benachbarten Hochhauses begann. Ein Hochhaus, welches ursprünglich als Hotel geplant war, wurde schließlich zum Apartmenthaus umgebaut. Die Evangelische Kirchengemeinde Lörrach formierte in den 1960er Jahren die Evangelische Friedens- und Salzertgemeinde, die rund 1000 Gemeindeglieder zählte. Das Gemeindezentrum der Friedensgemeinde wurde im Mai 1998 auf dem Salzert eröffnet. Am 22. und 23. Februar 1967 wurde aufgrund des Adolph-Bermpohl-Orkans Katastrophenalarm ausgelöst. Das Sturmtief riss mehrere Dachteile von Ein- und Mehrfamilienhäusern ab und verursachte weitere Schäden.
Im Sommer 1967 wurden die Wohnblöcke der Städtischen Wohnbau am Röttelnblick fertiggestellt. Die bauliche Umsetzung des Ladenzentrums begann im Mai 1968. Zu diesem Zeitpunkt gab es 431 Haushalte; 1628 Lörracher lebten auf dem Salzert. Nach 14-monatiger Bauzeit konnte im Oktober 1969 das Ladenzentrum eröffnet werden. Gleichzeitig wurde die ärztliche Versorgung durch einen Arzt vor Ort sichergestellt. Im April 1970 eröffneten ein kleines Postamt und eine Gaststätte.

### Erweiterungen der 1970er und 1980er Jahre

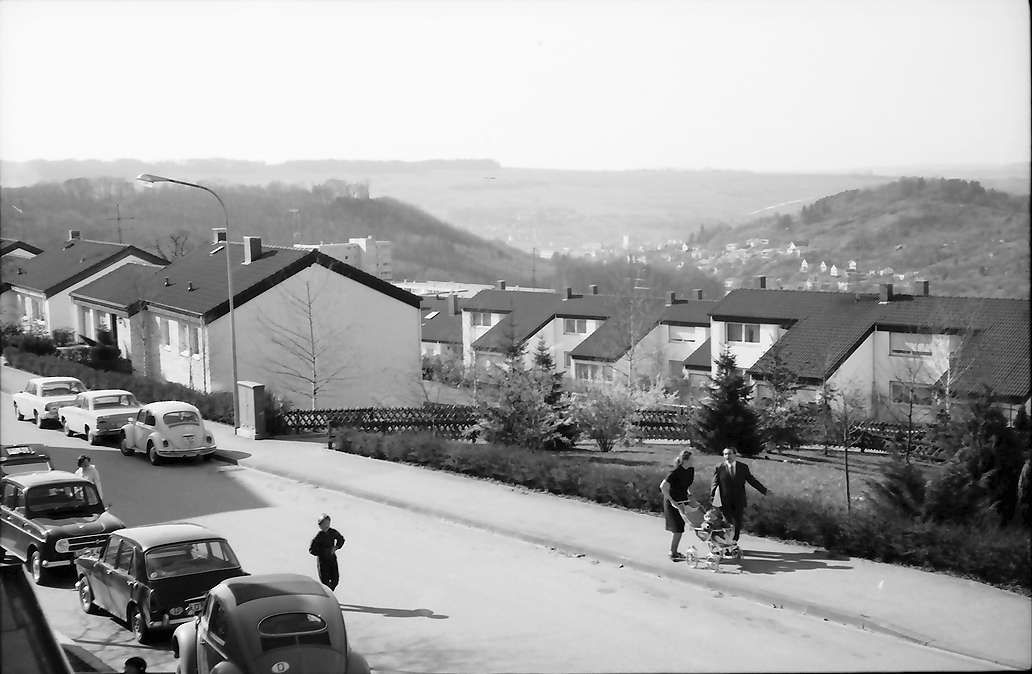
Salzert: Röttelnblick (1972)

Anfang der 1970er Jahre waren die katholischen Einwohner des Salzert in Stetten eingepfarrt. Bemerkenswert war die ökumenische Zusammenarbeit. Seit September 1972 gab es ökumenische Gottesdienste für die Salzertgemeinde in der Kirche St. Fridolin.
In den 1970er Jahren aufkommende Pläne, acht- bis sechzehnstöckige Wohnhochhäuser zu erstellen, stießen bei der Bevölkerung des Salzerts auf Protest. Letztlich kam es zum Bau von vier achtgeschossigen Blockhäusern am östlichen Waldrand nahe dem Hochbehälter. Ein erster Baustopp aufgrund einer Einstweiligen Verfügung des Verwaltungsgerichtshofs wurde im Juni 1974 wieder aufgehoben.
Nicht zuletzt die fortwährende Bautätigkeit und Erweiterung des Wohnquartiers überlastete die einzige Zufahrtsstraße über Stetten. Deswegen formierte sich Ende der 1970er Jahre eine Initiative auf dem Salzert, die forderte, das Quartier über die Rheinfelder Straße an die Stadt anzuschließen und nach dem Ausbau diese an die B 316 einzufädeln. So erhielt der Salzert Ende der 1980er Jahre über die Salzertstraße eine zweite Verkehrsanbindung im Nordwesten.

### Wandel und Sanierung

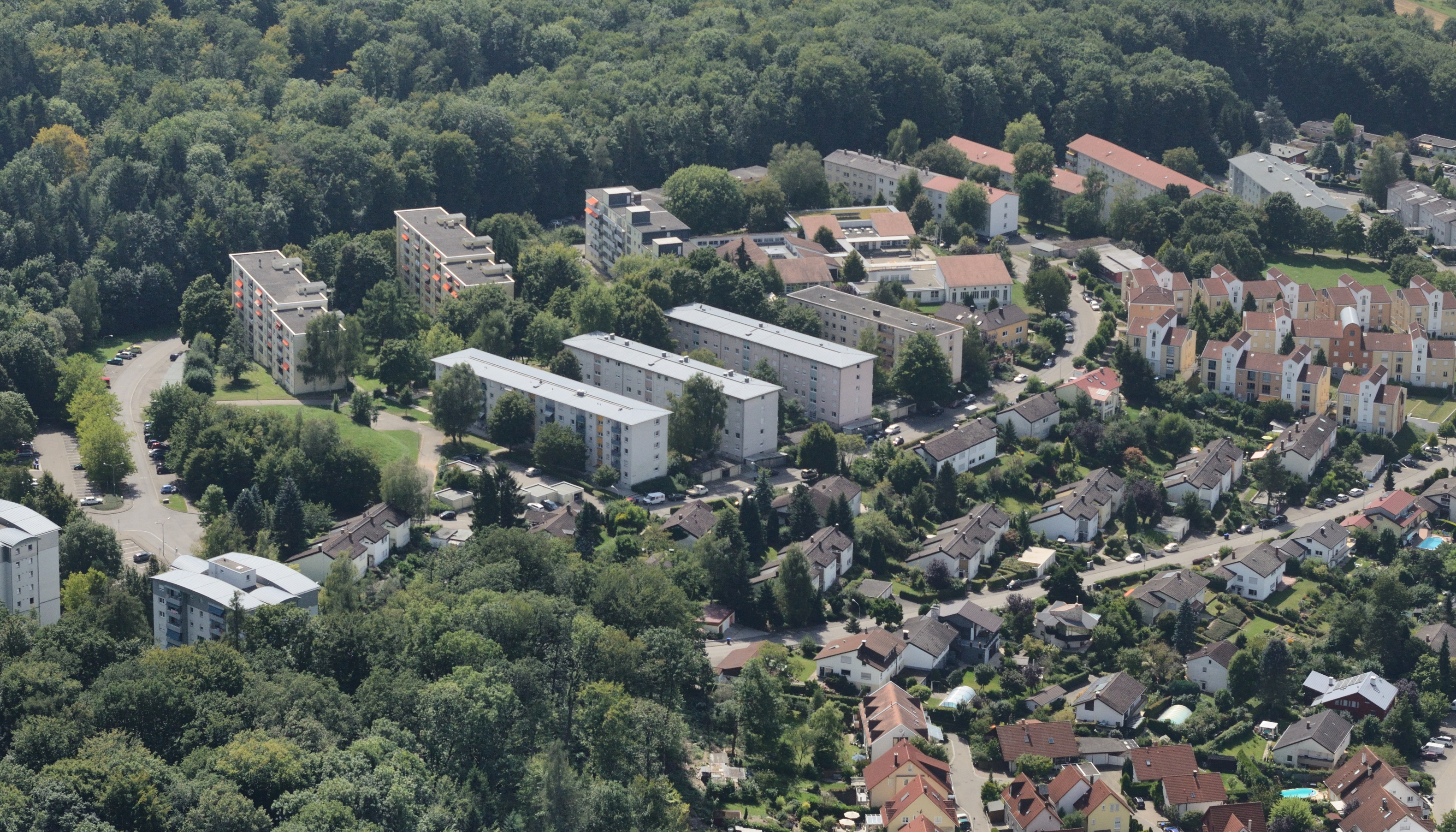
Südöstliches Wohnblockareal von der Luft aus (2012)

Der Salzert galt aufgrund des tristen Erscheinungsbildes der Gebäude und sichtbarer Baumängel in den 1990er Jahren als sozialer Brennpunkt. Die Wohnbau Lörrach begann den bestehenden Wohnungsbestand zu sanieren. Bei Neubauten wurden neuste Standards berücksichtigt. Auf einem dreieckigen Grundstück direkt am Eingang der Salzert-Siedlung wurde 1993 die Wohnanlage Dreispitz für rund vier Millionen Mark fertiggestellt. 1994 erhielt die Wohnanlage den Deutschen Bauherrenpreis.
Im Jahr 2004 wohnten im Salzert bereits 2625 Einwohner. Die Wohnbau Lörrach kam in einem Zustandsbereich 1997 zu folgender Einschätzung:

„Berücksichtigt man die zu erwartende Entwicklung der Bewohnerstruktur, besteht die Gefahr, dass Salzert mit dem Stigma der Armut versehen und sich weiter in einer Abwärtsspirale bewegen wird.“

Die vier markanten Hochhäuser am Waldrand waren am meisten gefährdet, als Brennpunkt ausgegrenzt zu werden. Ihr Abriss wurde erwogen. Die Stadt Lörrach investierte über 13 Millionen Euro, um eine Ghettobildung zu verhindern. In Lörrach wurde dringend Wohnraum benötigt. Seit der zweiten Hälfte der 2010er Jahre ist deshalb eine Erweiterung des Siedlungsgebietes nach Norden hin in der Diskussion. Eine Erweiterung nach Süden ist aus naturschutzrechtlichen Gründen nicht möglich.

## Ortsbild und Infrastruktur

### Besiedlungsgebiet und Gebäude

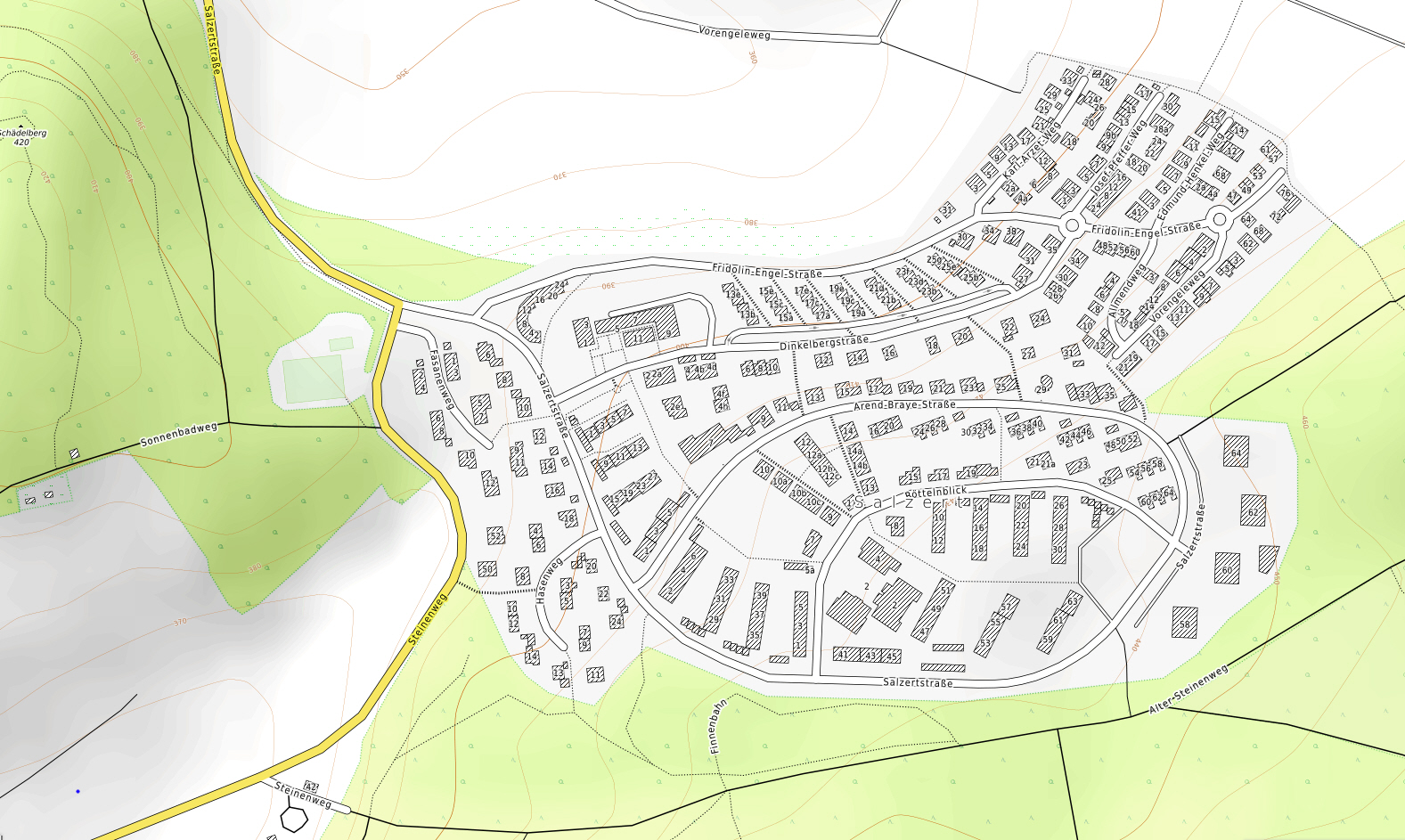
Topografische Karte mit dem Besiedlungsgebiet des Salzerts

Im Südteil vom Salzert dominieren mehrgeschossige Wohnungen des sozialen Wohnungsbaus. Die höchsten Gebäude sind vier im Osten unmittelbar am Waldrand (Salzertstraße 58–64) gelegene Mehrgeschosshäuser, die zwischen 20 und 26 Meter hoch sind. Die vier Hochhäuser bieten insgesamt 164 Wohnungen. Die Höhenlage des Besiedlungsgebiets ist nach südöstlicher Richtung ansteigend bis etwa 450 m ü. NN Höhe, nach Norden nimmt die Höhe auf 390 m ü. NN ab.
Die städtische Wohnbau Lörrach ist Eigentümerin von 426 Wohnungen, in denen rund 1000 Menschen wohnen. Zum südlichen Wohngebiet führt die von der Landesstraße 141 abzweigende Salzertstraße ringförmig hinein, die über zwei weitere Straßen, die zu ihr zurückführen, und damit grobflächig das Besiedlungsgebiet unterteilt. Im Nordteil befindet sich das Einfamilienhaus-Quartier Vorengele – der ungewöhnliche Name ist übernommen von einer alten Gewannbezeichnung. Beide Wohngebiete sind über zwei im Norden von der Salzertstraße abzweigende Stichstraßen erreichbar. Weitere Verbindungswege werden ausschließlich von Fußgänger- und Radwegen erschlossen.
Viele Häuser auf dem Salzert sind aufgrund der Hanglange terrassenartig versetzt errichtet worden. Dazu zählt unter anderem die 1987 fertiggestellte Wohnanlage Röttelnblick, die 1988 die Hugo-Häring-Auszeichnung des BDA Baden-Württemberg sowie das Prädikat „Gute Bauten“ BDA erhielt.

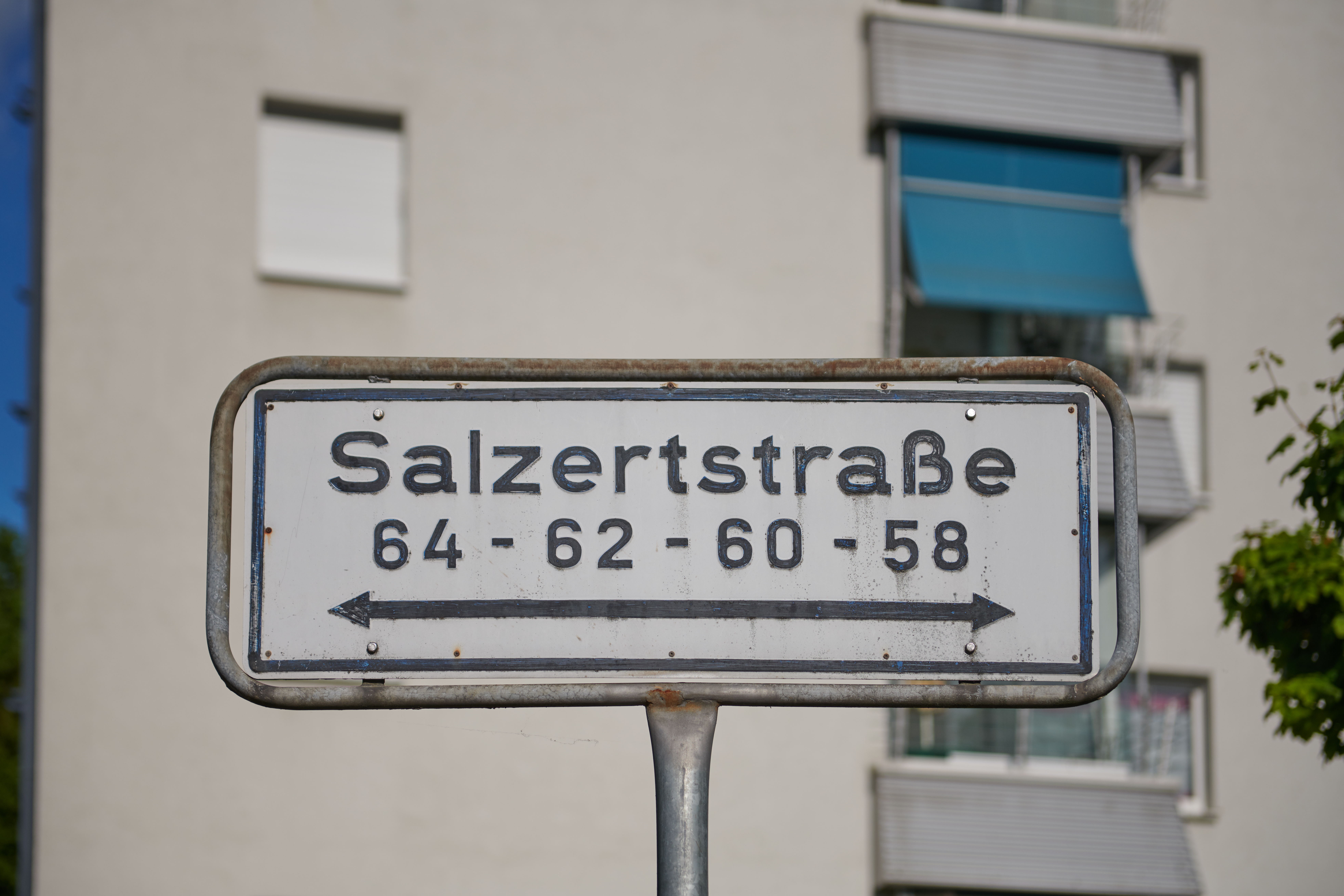
Straßenhinweisschild
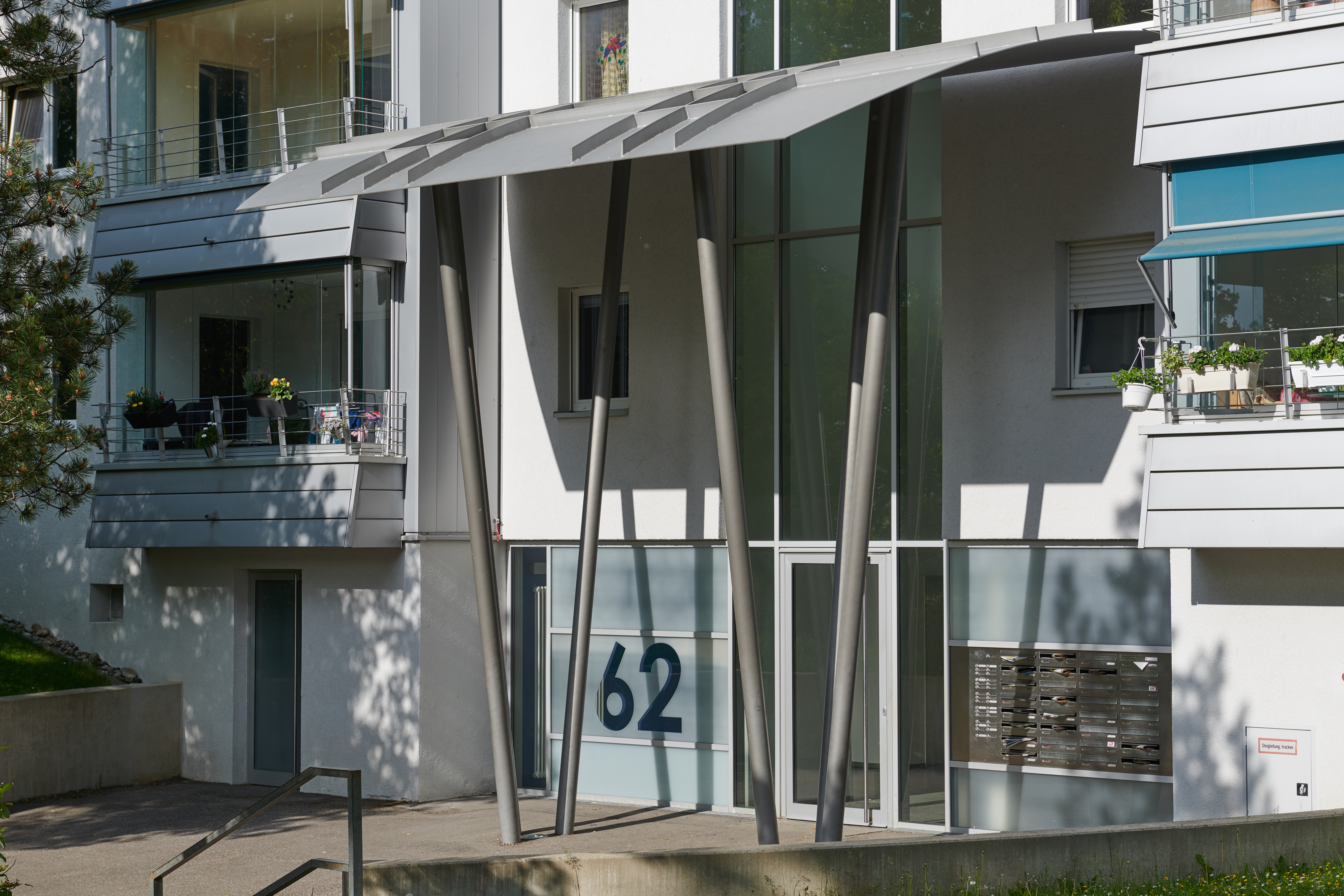
Haus Salzertstraße 62
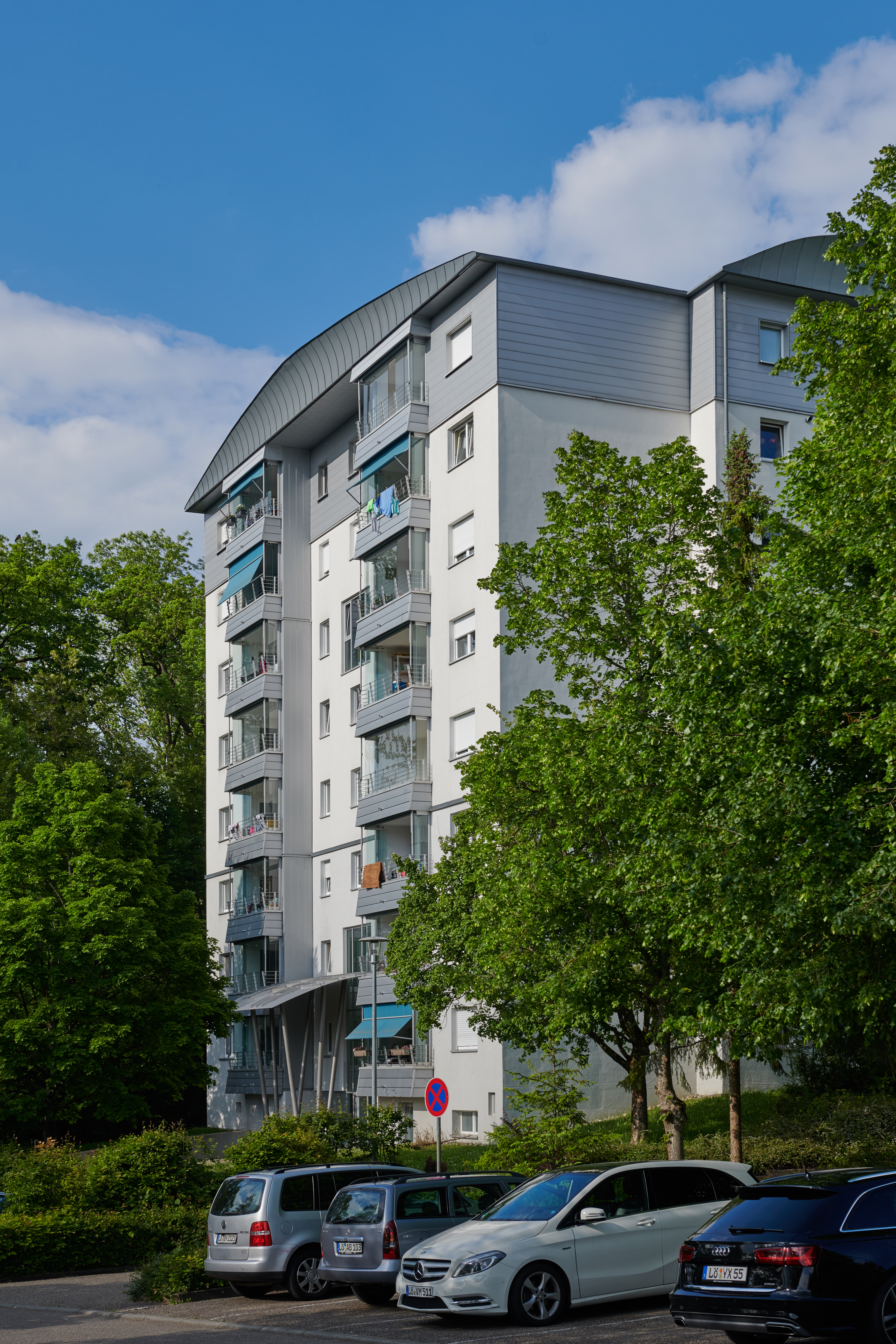
Haus Salzertstraße 64
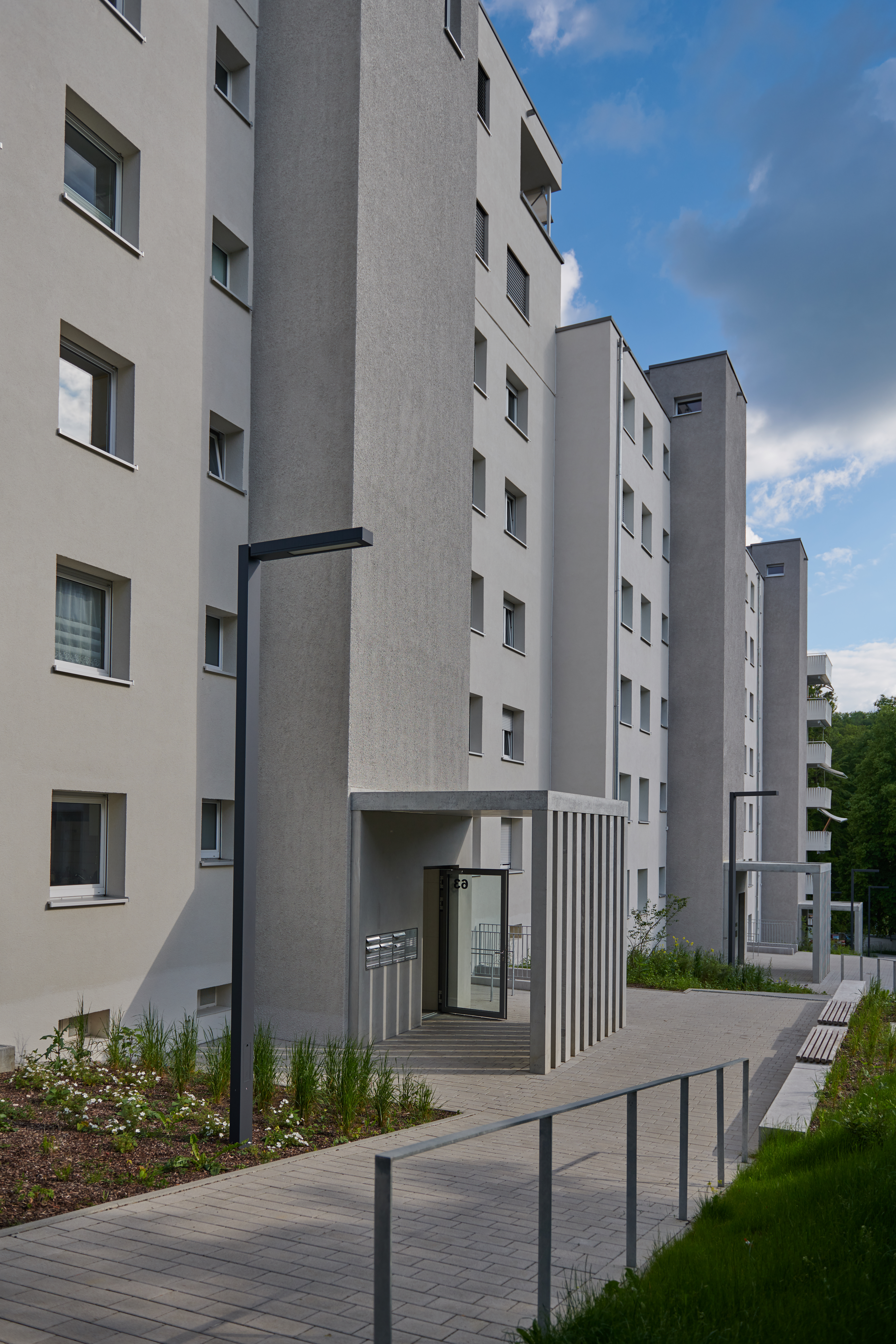
Häuser Röttelnblick 63, 61 und 59

### Wirtschaft und Infrastruktur

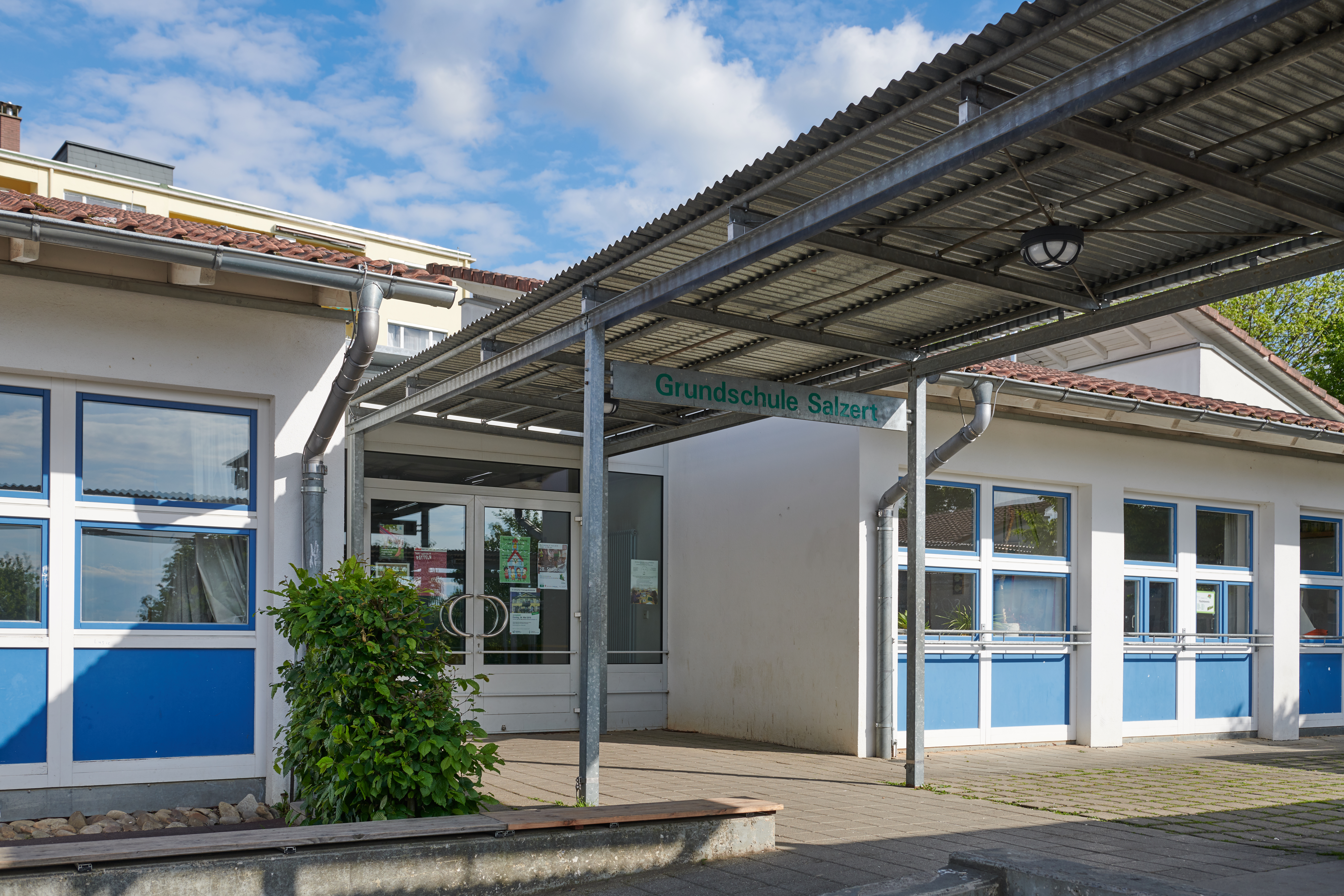
Haupteingang der Grundschule

Auf dem Salzert gibt es, untergebracht in einem zentral gelegenen Ladenzentrum, eine Gaststätte, eine Bäckerei sowie eine kleine Postfiliale und eine Paketannahmestelle. Darüber hinaus sind kleinere Gewerbetreibende und Dienstleister hier angesiedelt. Gegenüber dem Ladenzentrum befindet sich ein 1987 eingeweihter Brunnen am sogenannten Straßenhock. Er konnte durch Spenden gebaut werden.
Neben einem Kindergarten gibt es die 1990/1991 erbaute Grundschule, die rund 100 Schüler hat. Seit dem Schuljahr 2014/2015 fungiert sie zudem als verbindliche Ganztagsschule. Die Grundschule hat bei ihren Schülern einen Migrationsanteil von rund 60 %. 1996 wurde eine Schulturnhalle angebaut, in die zwei Klassenzimmer integriert sind. Das Hauptgebäude bietet fünf Klassenräume, einen Mehrzweck-, zwei Gruppen- und mehrere Verwaltungsräume und hat 1530 Quadratmeter. Die Sporthalle hat eine Nutzfläche von 940 Quadratmeter. Die Schule kooperiert mit dem in der Nähe gelegenen Luise-Scheppler-Kindergarten. Die Kindertagesstätte kann rund 100 Kinder aufnehmen. Die vier Kindergartengruppen haben zwischen 22 und 25 Kinder.
Auf dem Salzert wurden auch ein Jugendtreff und ein vom Sozialen Arbeitskreis Lörrach organisierter Stadtteiltreff eingerichtet. Dort werden diverse Betreuungsangebote für Kinder im Alter zwischen 6 und 20 Jahren angeboten. Im Jahr 2010 fiel das Gebäude einer Brandstiftung zum Opfer, konnte aber 2011 wieder eröffnet werden.
Da der Salzert über keine eigene Feuerwehrabteilung verfügt, ist die Abteilung Lörrach der in Stetten stationierten Hauptfeuerwache für das Quartier zuständig.

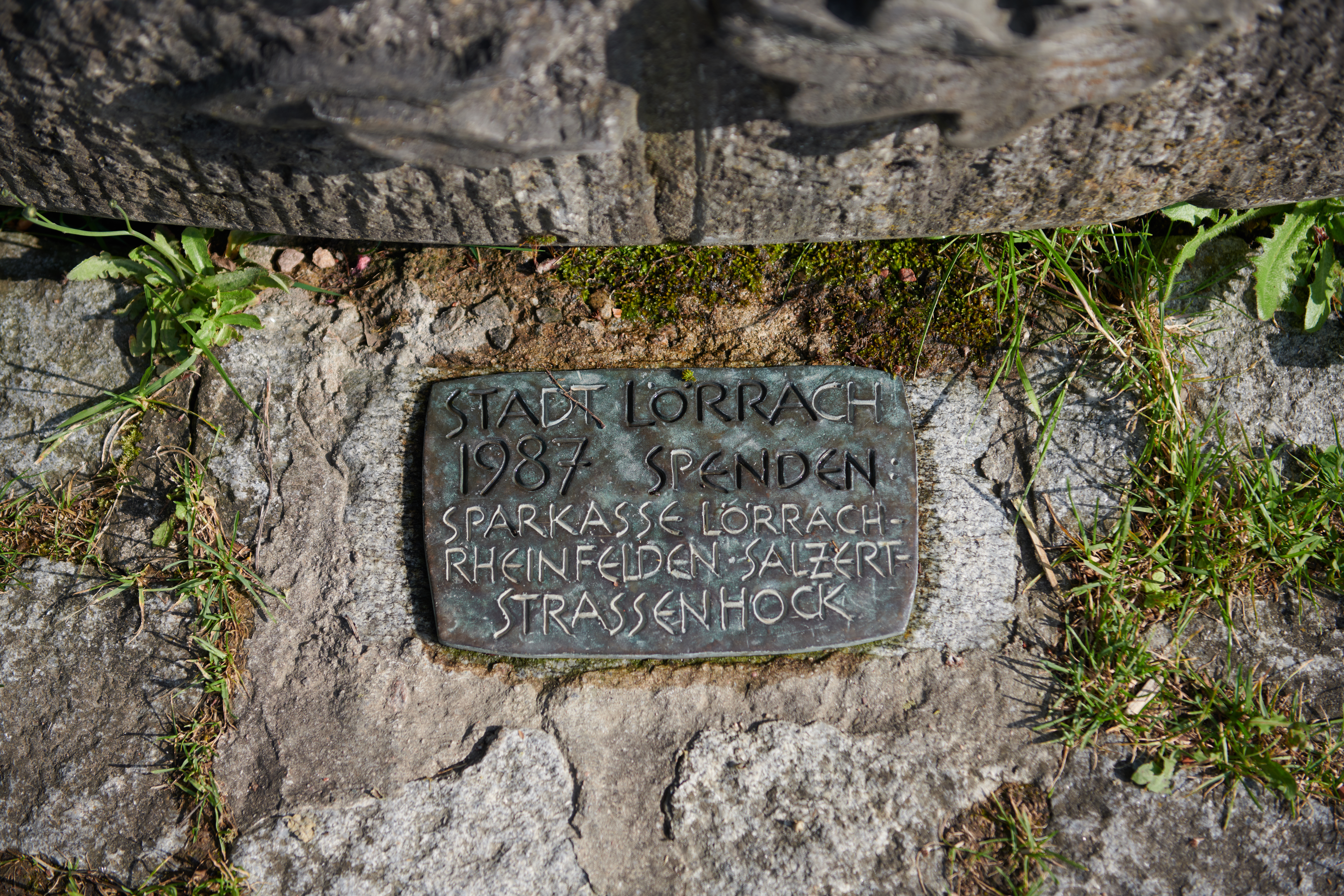
Straßenhock
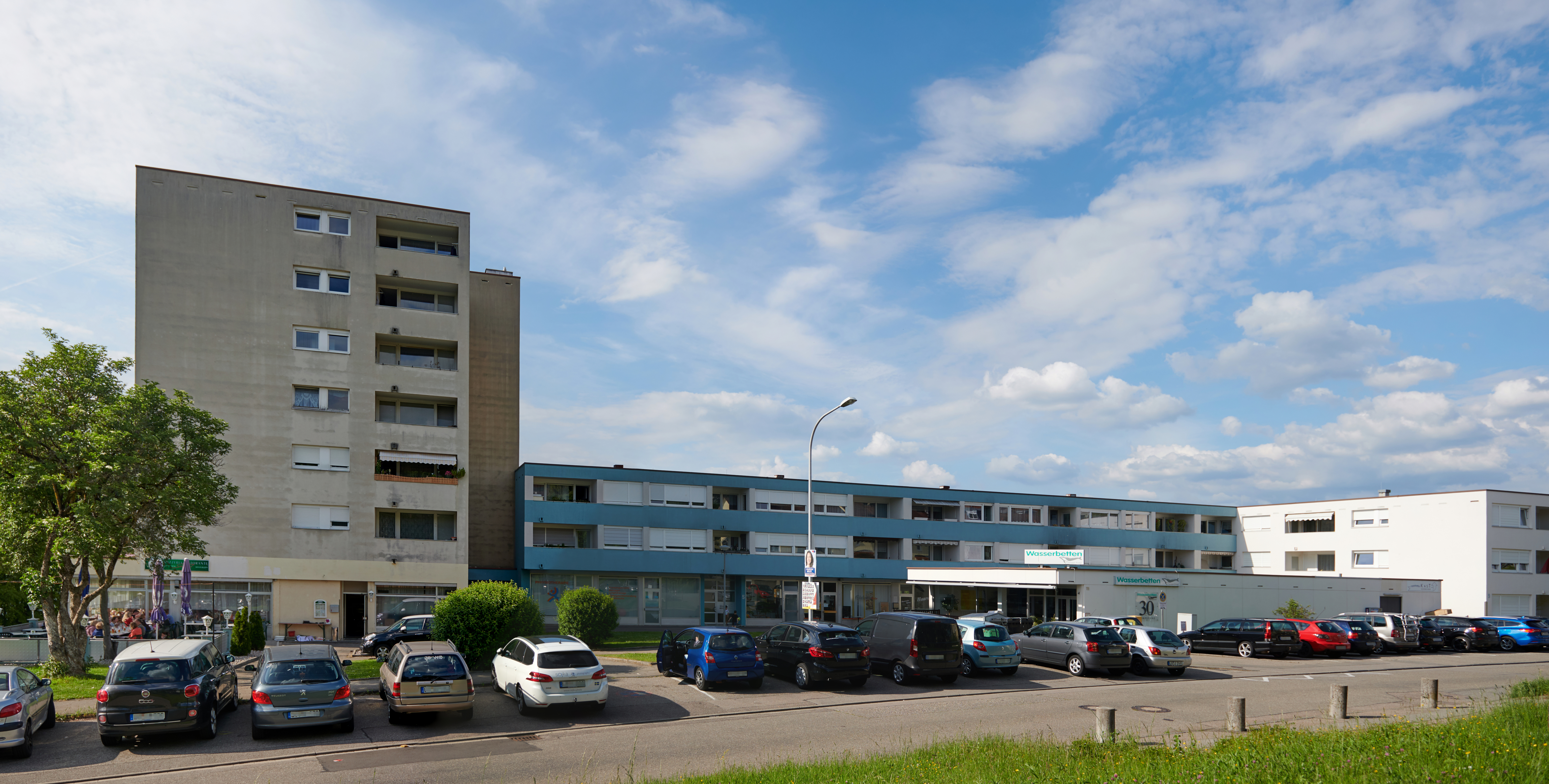
Ladenzentrum
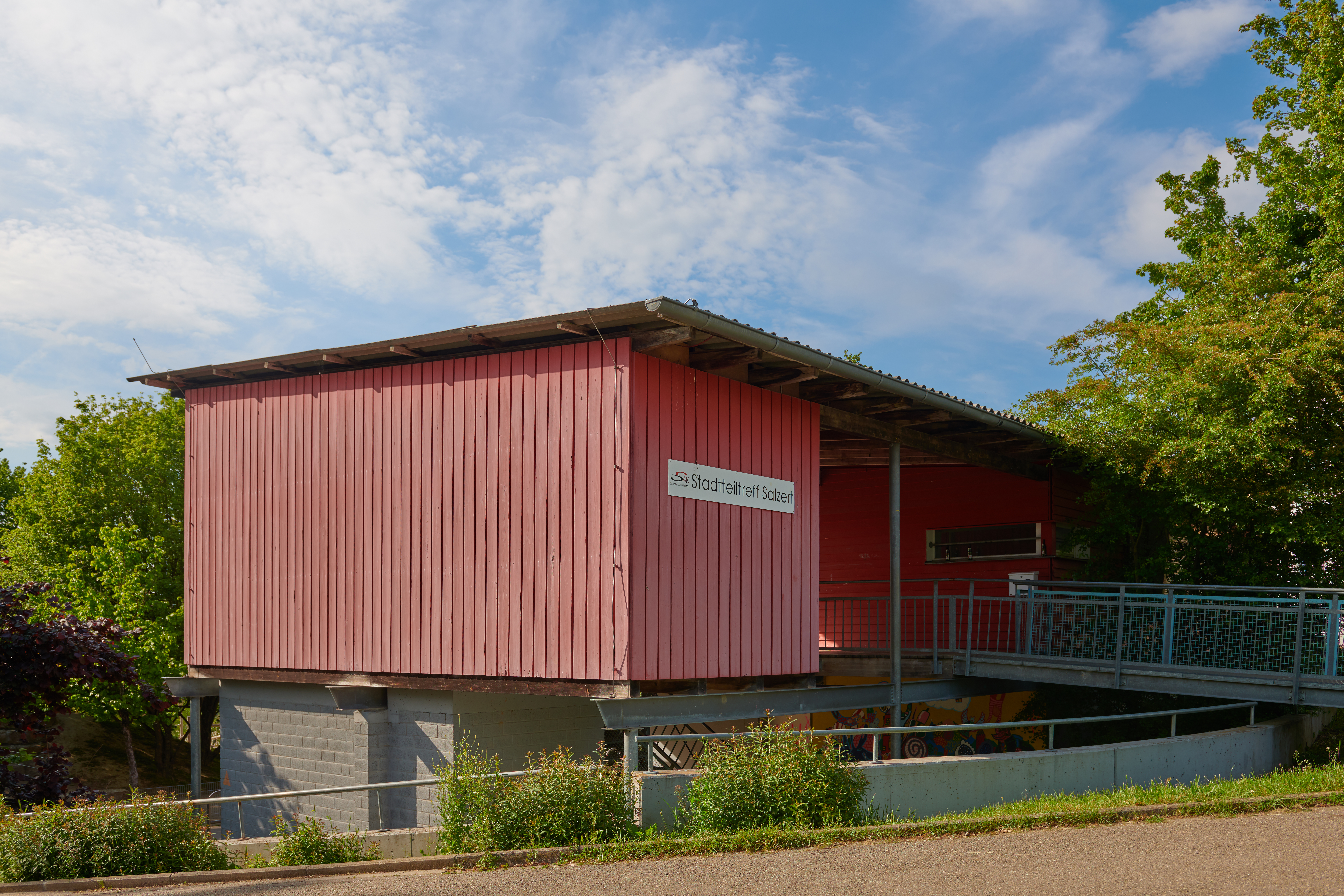
Stadtteiltreff
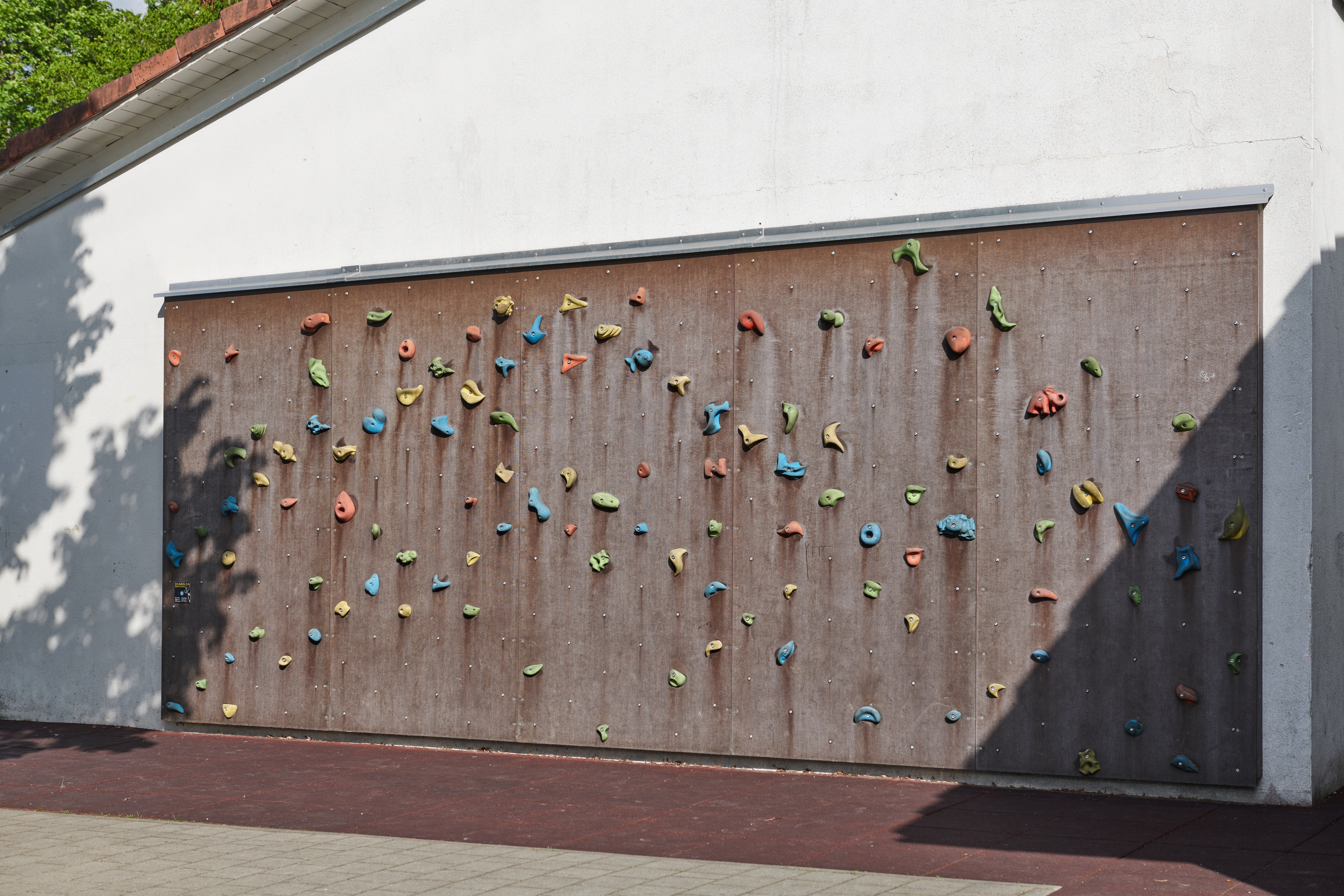
Kletterwand an der Grundschule

### Verkehr

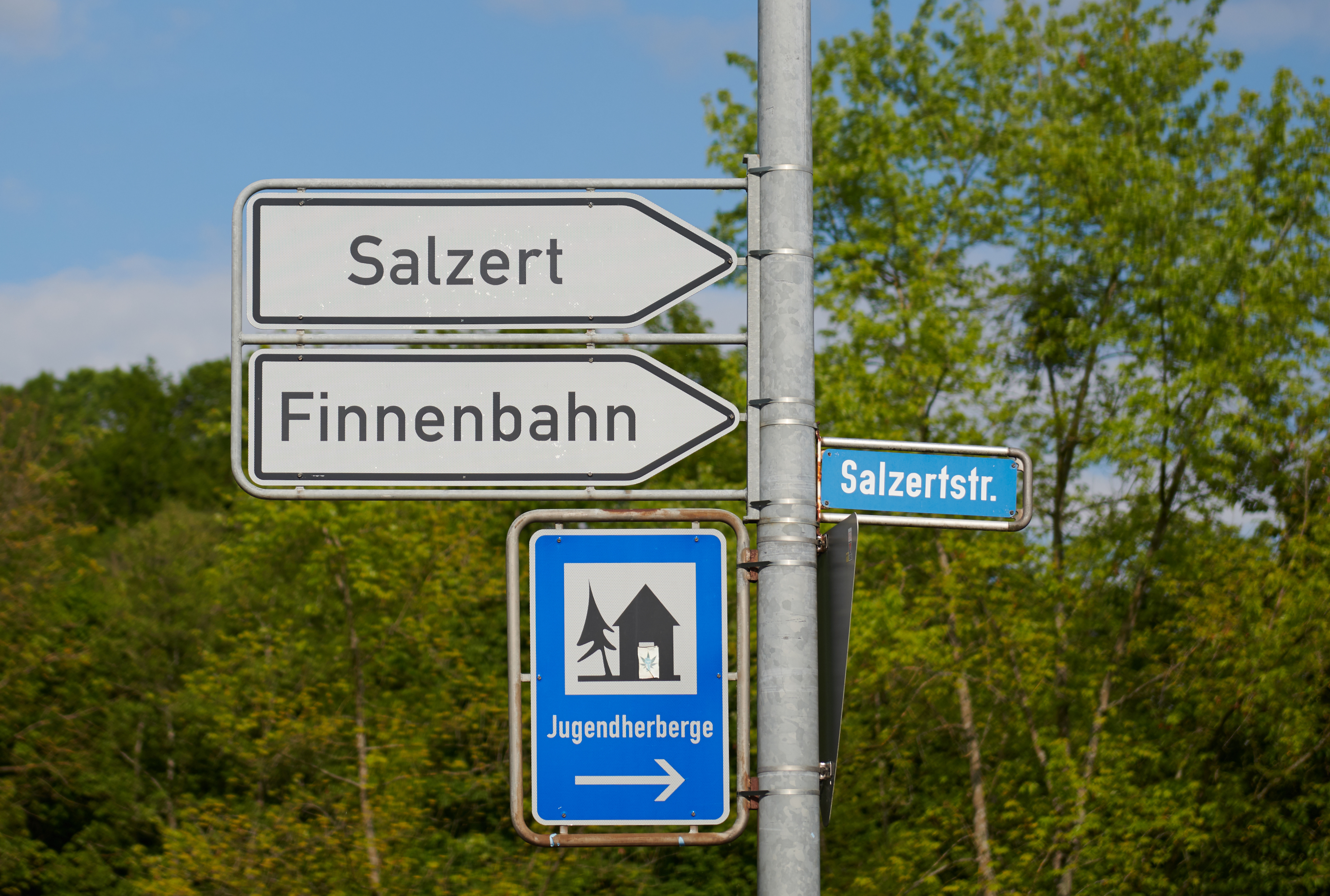
Wegweiser zum Salzert

Der Salzert ist in das öffentliche Nahverkehrssystem des Regio Verkehrsverbund Lörrach eingebunden und wird von den beiden Buslinien 7 und 9 angefahren. Linie 7 verkehrt zwischen Lörrach Salzert und Lörrach Karl-Herbster-Platz in der Nordstadt und Linie 9 verkehrt zwischen Lörrach Salzert und Stetten-Süd. Innerhalb des Quartiergebiets Salzert hält der Bus an sieben Haltestellen.
Über die Landesstraße 141 ist der Salzert an die Anschlussstelle 6 (Lörrach-Ost) mit der A98 verbunden, die bogenförmig an der Trabantensiedlung von Lörrach nach Rheinfelden vorbei führt. Ebenfalls Anschluss besteht zur B 316, die über den Passübergang Waidhof ebenfalls nach Rheinfelden führt.
Im Rahmen des Lörracher Fahrradwegweisungsnetzes (→ Radverkehr in Lörrach) führt von der Innenstadt bzw. von Stetten je ein Radweg nördlich und südlich am Salzert vorbei in den Herrenwald. Die sich treffenden Radwege führen wahlweise ins südliche Inzlingen oder nach Westen weiter in den Dinkelberg hinein.

### Sonstiges
Etwa einen halben Kilometer östlich vom Siedlungsgebiet Salzert, an der Steinenstraße in Richtung Stetten, steht die Jugendherberge Lörrach. In unmittelbarer Nähe zur Herberge gibt es im Wald seit 2007 südlich vom Salzert einen Seilgarten und eine 500 Meter lange Finnenbahn. Daneben gibt es westlich vom Salzert, in Richtung des Schädelbergs, auch einen Bolz- und einen Volleyballplatz.
Am nördlich vom Salzert gelegenen Gretherhof befindet sich eine Annahmestelle für Grünschnittabfall sowie ein Bauernladen. Ebenfalls nördlich vom Salzert befindet sich die Anlage des Lörracher Reitvereins.
Südlich des Besiedlungsgebietes Salzert wurde ein gut 26 Hektar großes Waldstück als Schonwald klassifiziert.

## Kultur

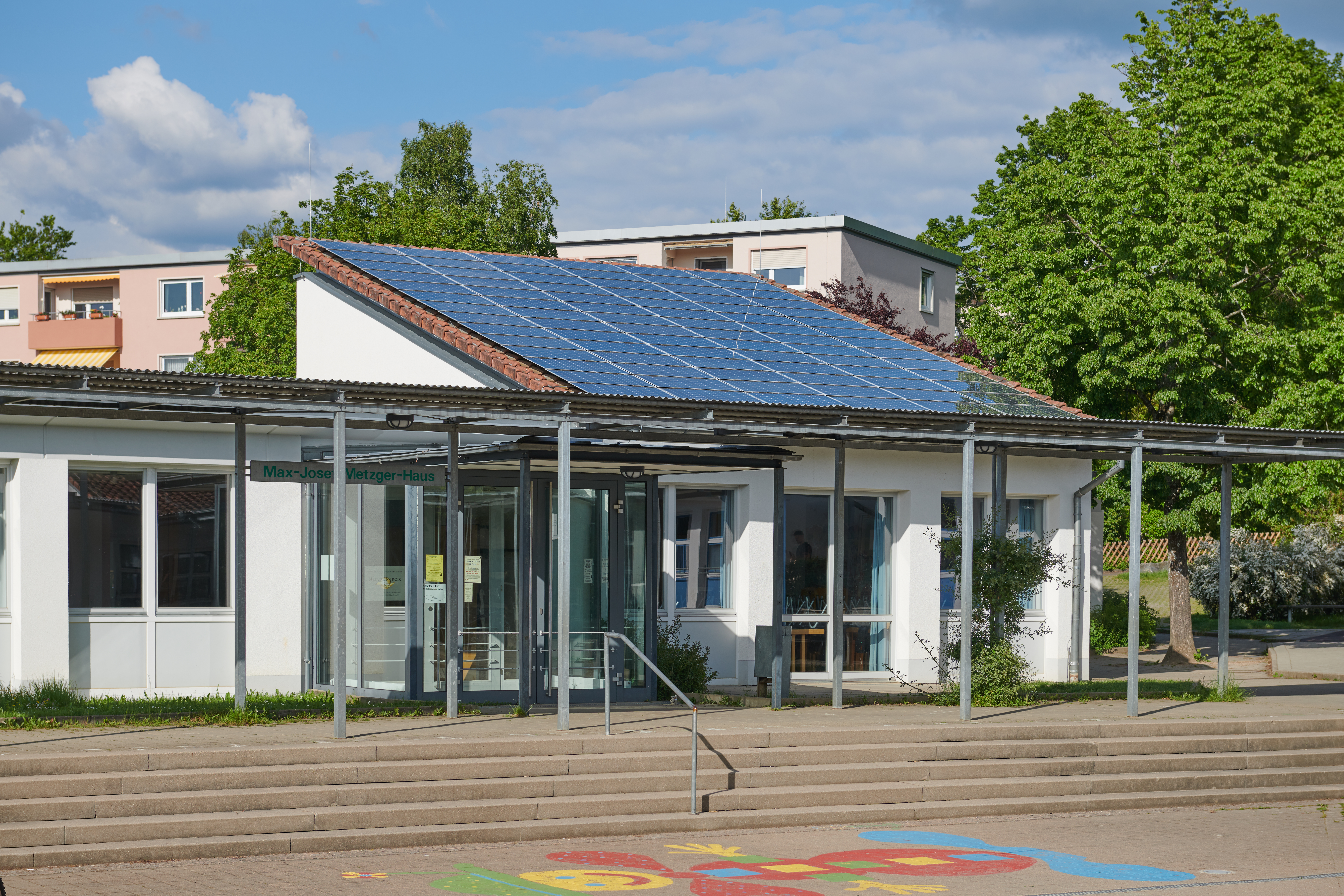
Max-Josef-Metzger-Haus

Seit 1991 existiert die Theatergruppe Salzert-Brettli, die seit 1995 als Verein eingetragen ist. Die etwa 20 Aktiven führen bereits seit 1991 jedes Jahr ein anderes Theaterstück auf. Die Aufführungen finden im Max-Josef-Metzger-Haus statt.
Im Max-Josef-Metzger-Haus finden neben den Aufführungen der Theatergruppe auch ökumenische Kirchen- und andere Freizeitangebote statt. Dieses Veranstaltungs- und Gemeindehaus, das von der katholischen Kirche getragen wird, wurde im Dezember 1990 eingeweiht, befindet sich neben der Grundschule und verfügt über einen Gottesdienstraum, einen weiteren Saal mit Bühne sowie zwei Gruppenräume mit einer Küche. Teilweise nutzt die Grundschule das Raumangebot des Max-Josef-Metzger-Hauses mit.